# Germán Pezzella
Germán Alejo Pezzella (španělská výslovnost: [xeɾˈman aˈlexo peˈsela]; * 27. června 1991, Bahía Blanca, Buenos Aires) je argentinský profesionální fotbalista, který hraje jako střední obránce za Real Betis a argentinský národní tým, se kterým vyhrál v roce 2022 mistrovství světa.